# Pietro Lazzari
Pietro Lazzari est un savant jésuite italien, né à Sienne le 16 octobre 1710 et mort le 12 mars 1789 à Rome.

## Biographie
Pietro Lazzari naquit en 1710, à Sienne. Placé par ses supérieurs à Rome, il y passa la plus grande partie de sa vie. Il remplit plus de vingt ans la chaire d’histoire ecclésiastique et la place de bibliothécaire du Collège romain. Il enrichit de notes et de préfaces l’édition des Œuvres du pape Benoît XIV, publiée par Emm. Azevedo. Ce pontife nomma Lazzari membre de la Congrégation de l'Index, et le chargea de l’examen des ouvrages en langues orientales qui s’imprimaient par les soins de la propagande. On assure que Clément XIII avait le dessein de décorer Lazzari de la pourpre, mais qu’il en fut détourné par les ennemis de la société. À la suppression de la Compagnie de Jésus il fut conservé dans tous ses emplois, mais il s’en démit volontairement pour accepter la place de théologien et de bibliothécaire du cardinal Zelada, son protecteur. Il mourut à Rome, au mois de mars 1789, dans un âge avancé, Il avait été le correspondant et l’ami des plus savants hommes de son temps, tels que Stay, Boscovich, Assemani, Tiraboschi, etc.

## Œuvres
On lui doit l’excellente notice publiée en tête des Œuvres complètes de Pedro Juan Perpiñán. Il est l’éditeur de la collection intitulée : Miscellanea ex mss. libris Bibliothecæ Collegii Romani Societatis Iesu, Rome, 1754-57, 2 vol. gr. in-8°. On le regarda dans le temps comme l’auteur des deux savantes dissertations publiées par Mario Lupi : De notis chronologicis anni mortis et nativitatis Christi ; et quoique Lupi n’ait cessé de protester qu’il était bien réellement l’auteur de ces dissertations, Caballero n’en persiste pas moins à les attribuer à Lazzari.
Outre quelques opuscules qui n’offrent que peu d’intérêt et dont on trouvera les titres dans le Supplement. bibliothec. soc. Jesu. I, 176 et suivantes, on a de lui :
- Theses selectæ ex historia ecclesiastica : de persecutionibus in Ecclesiam excitatis ævo apostolico, Rome, 1749, in-4° ;
- De factis sæculi V, ibid., 1751 ;
- De arte critica et generalibus ejus regulis ad historiam ecclesiasticam relatis, ibid., 1754 ;
- De conciliis romanis prioribus quatuor Ecclesiæ sæculis, ibid., 1755 ;
- De vera et falsa traditione historica, ibid., 1755 ;
- De hæresi Marcionitarum, ibid., 1775 ;
- De falsa veterum christianorum rituum a ritibus ethnicorum origine, ibid., 1777.

Le P. Lazzari s’était longtemps occupé d’un grand ouvrage sur l’antiquité sacrée. On en trouve le plan dans l’Histoire littéraire de l’Italie, du P. Zaccaria X, 512 ; et il a laissé sur l’histoire ecclésiastique de nombreux matériaux dont on annonçait en 1790 la publication en 18 volumes. Tous ses manuscrits sont à la Bibliothèque apostolique vaticane.